# Élections législatives de 1967 dans le Var
Les élections législatives françaises de 1967 se déroulent les 5 et 12 mars 1967.  Dans le département du Var, quatre députés sont à élire dans le cadre de quatre circonscriptions.

## Élus
| Circonscription | Député sortant      | Parti | Parti   | Député élu ou réélu | Parti | Parti       |
| --------------- | ------------------- | ----- | ------- | ------------------- | ----- | ----------- |
| 1re             | Pierre Gaudin       |       | SFIO    | Pierre Gaudin       |       | FGDS (SFIO) |
| 2e              | René-Georges Laurin |       | UNR-UDT | Julien Cazelles     |       | FGDS (SFIO) |
| 3e              | Lucien Bourgeois    |       | UNR-UDT | Pierre Pouyade      |       | UNR-UDT     |
| 4e              | Marcel Bayle        |       | UNR-UDT | Toussaint Merle     |       | PCF         |

## Résultats

### Résultats à l'échelle du département
| Parti          | Parti                                           | Premier tour | Premier tour | Second tour | Second tour | Sièges |
| Parti          | Parti                                           | Voix         | %            | Voix        | %           | Sièges |
| -------------- | ----------------------------------------------- | ------------ | ------------ | ----------- | ----------- | ------ |
|                | Union des démocrates pour la Ve République      | 81 274       | 33,93        | 105 730     | 43,76       | 1      |
|                | Modérés                                         | 15 760       | 6,58         | Retrait     | Retrait     | 0      |
|                | Union des républicains de progrès               | 97 034       | 40,51        | 105 730     | 43,76       | 1      |
|                |                                                 |              |              |             |             |        |
|                | Section française de l'Internationale ouvrière  | 48 605       | 20,29        | 67 602      | 27,98       | 2      |
|                | Fédération de la gauche démocrate et socialiste | 48 605       | 20,29        | 67 602      | 27,98       | 2      |
|                |                                                 |              |              |             |             |        |
|                | Parti communiste français                       | 62 908       | 26,26        | 54 417      | 22,52       | 1      |
|                | Progrès et démocratie moderne                   | 20 492       | 8,55         | Retrait     | Retrait     | 0      |
|                | Extrême droite                                  | 10 497       | 4,38         | 13 865      | 5,74        | 0      |
|                |                                                 |              |              |             |             |        |
| Inscrits       | Inscrits                                        | 318 279      | 100,00       | 318 248     | 100,00      | 4      |
| Abstentions    | Abstentions                                     | 72 984       | 22,93        | 67 930      | 21,34       |        |
| Votants        | Votants                                         | 245 295      | 77,07        | 250 318     | 78,66       |        |
| Blancs et nuls | Blancs et nuls                                  | 5 759        | 2,35         | 8 704       | 3,48        |        |
| Exprimés       | Exprimés                                        | 239 536      | 97,65        | 241 614     | 96,52       |        |

### Résultats par circonscription

#### Première circonscription (Draguignan)
| Candidat       | Candidat                    | Parti          | Premier tour | Premier tour | Second tour | Second tour |  |
| Candidat       | Candidat                    | Parti          | Voix         | %            | Voix        | %           |  |
| -------------- | --------------------------- | -------------- | ------------ | ------------ | ----------- | ----------- |  |
|                | Pierre Gaudin sortant réélu | FGDS (SFIO)    | 20 833       | 37,85        | 35 897      | 64,59       |  |
|                | Angelin German              | UD-Ve          | 16 039       | 29,14        | 19 684      | 35,41       |  |
|                | Guy Guigou                  | PCF            | 13 970       | 25,38        | Retrait     | Retrait     |  |
|                | Jean Pouey-Sanchou          | Modérés        | 2 828        | 5,14         |             |             |  |
|                | P. Zapalski                 | Modérés        | 1 369        | 2,49         |             |             |  |
|                |                             |                |              |              |             |             |  |
| Inscrits       | Inscrits                    | Inscrits       | 71 230       | 100,00       | 71 225      | 100,00      |  |
| Abstentions    | Abstentions                 | Abstentions    | 14 374       | 20,18        | 13 769      | 19,33       |  |
| Votants        | Votants                     | Votants        | 56 856       | 79,82        | 57 456      | 80,67       |  |
| Blancs et nuls | Blancs et nuls              | Blancs et nuls | 1 817        | 3,2          | 1 875       | 3,26        |  |
| Exprimés       | Exprimés                    | Exprimés       | 55 039       | 96,8         | 55 581      | 96,74       |  |

#### Deuxième circonscription (Fréjus)
| Candidat       | Candidat                    | Parti          | Premier tour | Premier tour | Second tour | Second tour |  |
| Candidat       | Candidat                    | Parti          | Voix         | %            | Voix        | %           |  |
| -------------- | --------------------------- | -------------- | ------------ | ------------ | ----------- | ----------- |  |
|                | René-Georges Laurin sortant | UD-Ve          | 24 253       | 40,78        | 28 961      | 47,74       |  |
|                | Julien Cazelles élu         | FGDS (SFIO)    | 14 190       | 23,86        | 31 705      | 52,26       |  |
|                | Paul Corrotti               | PCF            | 12 106       | 20,35        | Retrait     | Retrait     |  |
|                | Jean Salusse                | CD (PDM)       | 8 931        | 15,02        | Retrait     | Retrait     |  |
|                |                             |                |              |              |             |             |  |
| Inscrits       | Inscrits                    | Inscrits       | 78 639       | 100,00       | 78 621      | 100,00      |  |
| Abstentions    | Abstentions                 | Abstentions    | 17 600       | 22,38        | 16 035      | 20,4        |  |
| Votants        | Votants                     | Votants        | 61 039       | 77,62        | 62 586      | 79,6        |  |
| Blancs et nuls | Blancs et nuls              | Blancs et nuls | 1 559        | 2,55         | 1 920       | 3,07        |  |
| Exprimés       | Exprimés                    | Exprimés       | 59 480       | 97,45        | 60 666      | 96,93       |  |

#### Troisième circonscription (Toulon)
| Candidat                    | Candidat                     | Parti                 | Premier tour | Premier tour | Second tour | Second tour |  |
| Candidat                    | Candidat                     | Parti                 | Voix         | %            | Voix        | %           |  |
| --------------------------- | ---------------------------- | --------------------- | ------------ | ------------ | ----------- | ----------- |  |
|                             | Pierre Pouyade élu           | UD-Ve                 | 16 938       | 31,38        | 23 441      | 41,75       |  |
|                             | Maurice Delplace             | PCF                   | 12 676       | 23,49        | 18 840      | 33,55       |  |
|                             | Jean-Louis Tixier-Vignancour | Extrême droite (ARLP) | 10 497       | 19,45        | 13 865      | 24,69       |  |
|                             | Henri Fabre                  | CD (PDM)              | 7 637        | 14,15        | Retrait     | Retrait     |  |
|                             | Henri Auzende                | FGDS (SFIO)           | 6 213        | 11,51        |             |             |  |
|                             |                              |                       |              |              |             |             |  |
| Inscrits                    | Inscrits                     | Inscrits              | 73 170       | 100,00       | 74 169      | 100,00      |  |
| Abstentions                 | Abstentions                  | Abstentions           | 18 179       | 24,84        | 17 074      | 23,02       |  |
| Votants                     | Votants                      | Votants               | 54 991       | 75,16        | 57 095      | 76,98       |  |
| Blancs et nuls              | Blancs et nuls               | Blancs et nuls        | 1 030        | 1,87         | 949         | 1,66        |  |
| Exprimés                    | Exprimés                     | Exprimés              | 53 961       | 98,13        | 56 146      | 98,34       |  |
| Source : Gallica et CEVIPOF |                              |                       |              |              |             |             |  |

#### Quatrième circonscription (La Seyne-sur-Mer)
| Candidat       | Candidat             | Parti          | Premier tour | Premier tour | Second tour | Second tour |  |
| Candidat       | Candidat             | Parti          | Voix         | %            | Voix        | %           |  |
| -------------- | -------------------- | -------------- | ------------ | ------------ | ----------- | ----------- |  |
|                | Toussaint Merle élu  | PCF            | 24 156       | 34           | 35 577      | 51,4        |  |
|                | Marcel Bayle sortant | UD-Ve          | 24 044       | 33,84        | 33 644      | 48,6        |  |
|                | Pascal Arrighi       | Modérés        | 11 563       | 16,27        | Retrait     | Retrait     |  |
|                | René Basse           | FGDS (SFIO)    | 7 369        | 10,37        |             |             |  |
|                | Jean-Marie Schotte   | CD (PDM)       | 3 924        | 5,52         |             |             |  |
|                |                      |                |              |              |             |             |  |
| Inscrits       | Inscrits             | Inscrits       | 94 240       | 100,00       | 94 233      | 100,00      |  |
| Abstentions    | Abstentions          | Abstentions    | 21 727       | 23,05        | 21 054      | 22,34       |  |
| Votants        | Votants              | Votants        | 72 513       | 76,95        | 73 179      | 77,66       |  |
| Blancs et nuls | Blancs et nuls       | Blancs et nuls | 1 457        | 2,01         | 3 958       | 5,41        |  |
| Exprimés       | Exprimés             | Exprimés       | 71 056       | 97,99        | 69 221      | 94,59       |  |